# Hynobius katoi
Hynobius katoi é uma espécie de anfíbio caudado pertencente à família Hynobiidae. Endêmica do Japão.